# Yunior Pérez
Yunior Pérez Aguilera (ur. 10 lipca 1981 w Granma) – kubański wioślarz, reprezentant Kuby w wioślarskiej dwójce podwójnej wagi lekkiej podczas Letnich Igrzysk Olimpijskich w Pekinie.

## Osiągnięcia
- Mistrzostwa Świata – Monachium 2007 – dwójka podwójna wagi lekkiej – 13. miejsce[1].
- Igrzyska Olimpijskie – Pekin 2008 – dwójka podwójna wagi lekkiej – 6. miejsce[1].
- Mistrzostwa Świata – Poznań 2009 – dwójka podwójna wagi lekkiej – 11. miejsce[2].